# 京都府道212号下植野大山崎線
京都府道212号下植野大山崎線（きょうとふどう212ごう しもうえのおおやまざきせん）は、京都府乙訓郡大山崎町を通る一般府道である。

## 概要
乙訓郡大山崎町字下植野から乙訓郡大山崎町字大山崎に至る。
名神高速道路と京滋バイパスとの接点、大山崎JCTの中をすり抜けるように通過する。

### 路線データ
- 起点：乙訓郡大山崎町字下植野（国道五条本交差点、国道171号・国道478号交点）
- 終点：乙訓郡大山崎町字大山崎（松原交差点、京都府道・大阪府道67号西京高槻線交点）

## 路線状況

### 重複区間
- 京都府道10号大山崎大枝線（乙訓郡大山崎町字円明寺・大山崎中学校前交差点 - 乙訓郡大山崎町字円明寺）

## 地理

### 通過する自治体
- 乙訓郡大山崎町

### 交差する道路
| 交差する道路                                                           | 交差する場所 | 交差する場所            |
| ---------------------------------------------------------------------- | ------------ | ----------------------- |
| 国道171号 国道478号 大阪府道・京都府道14号大阪高槻京都線 重複          | 字下植野     | 国道五条本交差点 / 起点 |
| 京都府道10号大山崎大枝線 重複区間起点 京都府道・大阪府道67号西京高槻線 | 字円明寺     | 大山崎中学校前交差点    |
| 京都府道10号大山崎大枝線 重複区間起点                                  | 字円明寺     |                         |
| 京都府道・大阪府道67号西京高槻線 / 西国街道                            | 字大山崎     | 松原交差点 / 終点       |

### 沿線
- 白山神社
- ダイハツ工業 京都工場
- 大山崎町立大山崎中学校
- 大山崎町立体育館
- 山崎郵便局
- マクセル 京都工場
- 大山崎町役場
- 大山崎町立大山崎小学校